# Denticerus rossii
Denticerus rossii is een keversoort uit de familie van de boktorren (Cerambycidae). De wetenschappelijke naam van de soort werd voor het eerst geldig gepubliceerd in 1994 door Mourglia & Téocchi.